# Calligra
Calligra Suite是一套開放原始碼的辦公室套裝軟體（office suite），可用於Linux、Mac OS X、Windows和Haiku等作業系統。其中包含了多種軟體，包括：文字處理器、電子數據表、簡報軟體、資料庫管理，以及向量圖形和數位繪圖軟體，但對於非Linux平台可能僅提供文件編輯與表格處理功能，並且並相對的不穩定。
Calligra使用開放文件格式（ODF，OpenDocument Format）作為預設的檔案格式，並能匯入其他格式，如Microsoft Office的檔案。Calligra依賴於KDE技術，並常與KDE Software Compilation相結合。

## 支援的系統

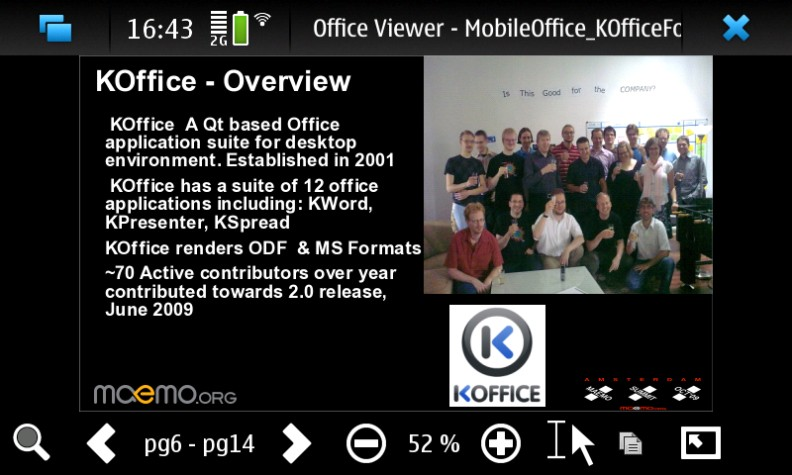
Smartphone version on a Nokia N900

Calligra Suite很大程度上依赖于Qt，因此能够相对轻松地被移植到绝大部分支持Qt的平台上。

### 桌上型電腦
FreeBSD
Windows
Mac OS X

## 歷史
Calligra Suite的前身是KOffice，其開發開始於1997年。在1998年加入KPresenter和KWord。
1999年，在美國對微軟反壟斷審判中KOffice被舉出作為證詞，被當時的微軟總裁Paul Maritz作為在作業系統和辦公套裝競爭的證據。
KOffice套裝的第一次正式發布是在2000年，作為KDE 2.0的一部分。
2010年12月6日，KDE社区发布声明，成立Calligra Suite项目，作为KOffice项目的延续，并表示即将发布的KOffice 2.3仍将受到支持，而Calligra Suite的版本号将从2.4开始。
2010年12月31日，KOffice 2.3照常發佈，其後修正錯誤的版本（2.3.1–2.3.3）。仍然是KOffice和Calligra開發團隊合作努力的成果。它的開發者表示，此版本對實際用途有足夠穩定度，而Karbon14、Krita和KSpread建議可用於生產工作。
Calligra團隊2011年5月18日開始發佈每月快照。
2011年6月16日，發佈第二個快照。
2011年7月13日，發佈第三個快照。
2011年9月2日，發佈第四個快照。

### Calligra Suite 2.4
2011年9月14日，Calligra Suite發佈第一個Beta版。
2011年10月6日，發佈第二個Beta版。
2011年10月26日，發佈第三個Beta版。
2011年11月23日，發佈第四個Beta版。
2011年12月15日，發佈第五個Beta版。
2012年1月11日，發佈第六個Beta版。
2012年2月1日，發佈第七個Beta版。
2012年3月21日，發佈發行候選版。Calligra Tables在此版以後改名為Calligra Sheets。
2012年4月11日，Calligra Suite首個穩定版釋出，版號：2.4。
2012年4月25日，2.4.1版釋出，修正了數個問題。
2012年5月30日，2.4.2版釋出，修正了數個問題。
2012年6月27日，2.4.3版釋出，修正了數個問題。
2013年1月23日，2.4.4版釋出，修正了數個問題。

### Calligra Suite 2.5
2012年5月30日，發佈Alpha版。
2012年6月23日，發佈Beta版。
2012年7月18日，發佈發行候選版。
2012年8月13日，發佈2.5.X第一個穩定版，較2.4版增許多功能。
2012年8月29日，2.5.1版釋出，修正了數個問題。
2012年9月13日，2.5.2版釋出，修正了數個問題。
2012年11月6日，2.5.3版釋出，修正了數個問題。
2012年11月21日，2.5.4版釋出，修正了數個問題。
2013年1月23日，2.5.5版釋出，修正了數個問題。

### Calligra Suite 2.6
2012年10月12日，發佈Alpha版。加入Calligra Author新軟體。
2012年10月31日，發佈Beta版。
2012年12月5日，發佈第一個發行候選版。
2013年1月18日，發佈第三個發行候選版。
2013年2月5日，發佈2.6.X第一個穩定版，較2.5版新增許多功能。
2013年2月20日，2.6.1版釋出，修正了數個問題。
2013年3月13日，2.6.2版釋出，修正了數個問題。
2013年5月15日，2.6.3版釋出，修正了數個問題。
2013年6月4日，2.6.4版釋出，修正了數個問題，另外為Calligra Author更換新的程式圖示。

### Calligra Suite 2.7
2013年5月8日，發佈第一個Beta版。
2013年5月28日，發佈第二個Beta版。
2013年6月12日，發佈第三個Beta版。
2013年8月1日，發佈2.7.X第一個穩定版，較2.6版新增許多功能，另外因外開發團隊在測試2.7.0時，發現該版本有些嚴重的問題，故將已釋出給各發行版測試的2.7.0標示為不穩定，修正後釋出2.7.1版。
2013年8月26日，2.7.2版釋出，修正了數個問題。
2013年10月11日，2.7.3版釋出，修正了數個問題。
2013年10月17日，2.7.4版釋出，修正了數個問題。
2013年11月27日，2.7.5版釋出，修正了數個問題。

### Calligra Suite 2.8
2013年12月8日，發佈第一個Beta版。
2014年1月22日，發佈第二個Beta版。
2014年2月18日，發佈第三個Beta版。
2014年3月5日，發佈2.8.X第一個穩定版，較2.7版新增許多功能。
2014年3月28日，2.8.1版釋出，修正了數個問題。
2014年4月16日，2.8.2版釋出，修正了數個問題。
2014年5月15日，2.8.3版釋出，修正了數個問題。
2014年7月5日，2.8.5版釋出，跳過2.8.4版的原因是，在將要釋出時發現了數個嚴重的問題，修正後釋出2.8.5版。
2014年9月24日，2.8.6版釋出，修正了數個問題。
2014年12月3日，2.8.7版釋出，修正了數個問題。

### Calligra Suite 2.9
2014年12月14日，發佈第一個Beta版。
2015年1月15日，發佈第二個Beta版。
2015年2月13日，發佈第三個Beta版。
2015年2月26日，發佈2.9.X第一個穩定版，較2.8版新增許多功能。
2015年3月16日，2.9.1版釋出，修正了數個問題。
2015年4月2日，2.9.2版釋出，修正了數個問題。
2015年5月6日，2.9.4版釋出，修正了數個問題，2.9.3因在即將釋出時發現有一些問題待解決，故並未有官方釋出版本。
2015年6月9日，2.9.5版釋出，修正了數個問題。
2015年7月10日，2.9.6版釋出，修正了數個問題。
2015年9月3日，2.9.7版釋出，修正了數個問題。
2015年10月9日，2.9.8版釋出，修正了數個問題。
2015年11月5日，2.9.9版釋出，修正了數個問題。
2015年12月9日，2.9.10版釋出，修正了數個問題。
2016年2月3日，2.9.11版釋出，修正了數個問題。

## 功能
Calligra包括下列的應用程式：
- Words，一个具有樣式表和複雜版面的排版風格編輯器的文本编辑器，用于专业的标准文档。
- Sheets（過去稱為KSpread），强大的電子試算表。支持多表格，模板和100多個數學公式。
- Stage（過去稱為KPresenter），全功能的幻灯演示程序。
- Kexi，集成的数据库环境存取软件。designed as a Microsoft Access or FileMaker competitor. It has limited compatibility with the MS Access file format.
- Flow（過去稱為Kivio）, a programmable flowchart drawing program with dynamically loadable stencils. Developed by theKompany, which offers additional (non-free) stencils for sale.
- Karbon14，矢量绘图程序。
- Krita（過去稱為Krayon和KImageshop），点阵图象处理程序。
- Plan（過去稱為KPlato），可以產生甘特圖（Gantt）的專案管理軟體。
- Braindump，筆記程序。
- Author，可以產生電子書的軟體。

## 技術細節
所有的套件都是採用自由軟體授權，並使用開放文件格式作為原生格式。
Calligra使用Flake和Pigment於應用程式上。KOffice的開發計劃，以共享基礎設施，盡可能在應用程序之間減少錯誤和改善用戶體驗。自動化測試任務，並可以使用D-Bus或腳本語言，像Python、Ruby以及JavaScript增加自行定義功能。

## 外部連結
- Calligra Suite website（页面存档备份，存于）